# Transandinomys talamancae
Transandinomys talamancae is een zoogdier uit de familie van de Cricetidae. De wetenschappelijke naam van de soort werd voor het eerst geldig gepubliceerd door J.A. Allen in 1891.
Transandinomys talamancae heeft een kop-romplengte van 10 tot 15 cm, een staartlengte van 10 tot 15 cm en een gewicht van 38 tot 74 gram. De soort leeft in regenwouden, plantages en droogbossen van zeeniveau tot 1.525 meter hoogte van Costa Rica tot Ecuador langs de Pacifische kust en tot Venezuela langs de Atlantische kust. Transandinomys talamancae is een nachtactief knaagdier dat zich voedt met fruit, zaden en insecten.